# T1 (thể thao điện tử)

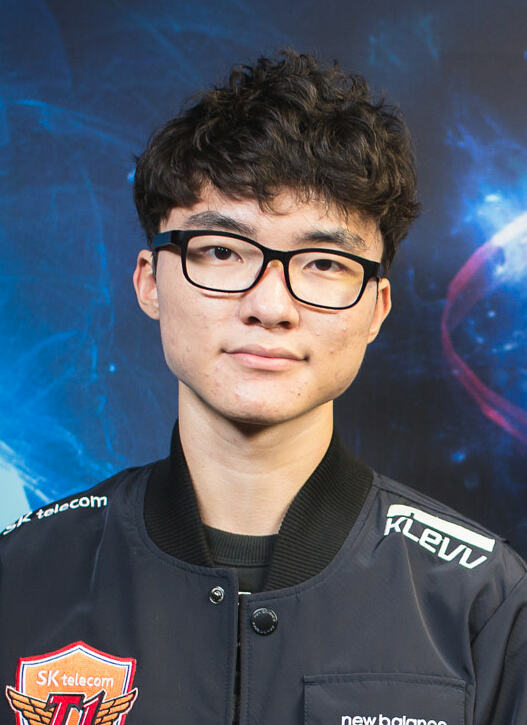
Faker, tuyển thủ nổi tiếng nhất của T1 và hiện là đồng sở hữu của đội

T1 (tên cũ SK Telecom T1 hay SKT T1) là đội tuyển thể thao điện tử sở hữu bởi T1 Entertainment & Sports - tổ chức do công ty viễn thông Hàn Quốc SK Telecom và Comcast Sports Ventures - quỹ đầu tư của tập đoàn Comcast đồng đầu tư. Tiền thân của T1 là SK Telecom T1 (SKT) sở hữu riêng bởi SK Telecom. Nguồn gốc của đội là đội StarCraft được thành lập bởi Lim Yo-Hwan vào năm 2002 với cái tên Team Orion, sau đó được đổi tên thành 4 Union vào tháng 12 năm 2003. Tháng 4 năm 2004, công ty viễn thông Hàn Quốc SK Telecom tài trợ cho đội, chính thức thành lập SK Telecom T1.
T1 là một phần của SK Sports, hiện nay bao gồm đội bóng rổ SK Knights, đội bóng đá Jeju United, đội bóng ném nam SK Hawks và đội bóng ném nữ SK Sugar Gliders cùng một số vận động viên thể thao Hàn Quốc khác.
Đội tuyển Liên Minh Huyền Thoại của T1 đang nắm giữ kỷ lục 5 lần vô địch Chung kết thế giới Liên Minh Huyền Thoại (2013, 2015, 2016, 2023 và 2024) và 10 lần vô địch League of Legends Champions Korea. Đồng thời họ cũng có 2 lần vô địch Mid-Season Invitational (2016 và 2017), 1 lần vô địch Intel Master Extreme 2016 và 1 lần vô địch Esports World Cup 2024 – Liên Minh Huyền Thoại.

## Lịch sử
Vào năm 2002, tuyển thủ Lim "BoxeR" Yo-hwan thành lập đội StarCraft với tên gọi Team Orion, sau đó đổi tên thành 4 Union vào tháng 12 năm 2003. Vào ngày 13/4/2004, công ty viễn thông Hàn Quốc SK Telecom tài trợ cho đội với khoản đầu tư 2 triệu đô-la Mỹ, chính thức thành lập đội tuyển SK Telecom T1.
Ngày 13/12/2012, SK Telecom tham gia hệ thống thể thao điện tử Liên Minh Huyền Thoại bằng việc mua lại đội hình Eat Sleep Game và thành lập đội SK Telecom T1, sau này được gắn thêm hậu tố #1. Ngày 26/2/2013, họ lập đội hình Liên Minh Huyền Thoại thứ hai với tên gọi SK Telecom T1 #2. Về sau hai đội lần lượt được đổi tên thành SK Telecom T1 S và SK Telecom T1 K.
Năm 2016, SKT giải thể đội StarCraft II sau khi KeSPA thông báo sẽ không tiếp tục tổ chức giải đấu Proleague.
Năm 2018, SK Telecom T1 thành lập đội Hearthstone vào ngày 29/7 và đội PUBG: Battlegrounds vào ngày 13/8.. Đến năm 2019, SKT T1 mở rộng thêm và đã sở hữu các đội ở ít nhất 8 trò chơi, gồm 2 trò đã được đề cập ở trên, Liên Minh Huyền Thoại, Fortnite, Dota 2, Super Mario Bros. và Apex Legends.
Vào tháng 9 năm 2019, SK Telecom T1 đổi tên thành T1, sau khi SK Telecom và Comcast Spectacor hợp tác thành lập công ty liên doanh T1 Entertainment & Sports. Tổng giám đốc điều hành của đội là Joe Marsh. Đến tháng 2 năm 2020, tuyển thủ Liên Minh Huyền Thoại Lee "Faker" Sang-hyeok trở thành cổ đông của công ty.
Ngày 9/3/2020, T1 ký kết với tuyển thủ đầu tiên để thành lập đội Valorant.

## Thành tích

### StarCraft I
- Vô địch Ongamenet KTF Ever Cup Proleague năm 2003
- Vô địch LG IBM MBCGame Team League năm 2003-2004
- Vô địch Tucsan MBCGame Team League năm 2004
- Vô địch SKY Proleague Round 1 năm 2005
- Vô địch SKY Proleague Round 2 năm 2005
- Vô địch SKY Proleague Grand Final năm 2005
- Vô địch SKY Proleague Round 1 năm 2006
- Vô địch Minor League năm 2007-2008
- Vô địch Shinhan Bank Proleague năm 2008-2009
- Vô địch Minor League năm 2009
- Vô địch Shinhan Bank Winners League năm 2011
- Vô địch SK Planet Proleague Season 1 năm 2011-2012

### StarCraft II
- Vô địch SK Telecom Proleague Round 3 năm 2014
- Vô địch SK Telecom Proleague Round 1 năm 2015
- Vô địch SK Telecom Proleague Round 3 năm 2015
- Vô địch SK Telecom Proleague Playoffs năm 2015
- Vô địch SK Telecom Proleague Round 1 năm 2016

### Liên Minh Huyền Thoại
| Chung Kết Thế Giới       | MSI       | LCK Mùa Hè     | LCK Mùa Xuân                  | LCK Mùa Đông | EWC  | Khác                                                                                         |
| ------------------------ | --------- | -------------- | ----------------------------- | ------------ | ---- | -------------------------------------------------------------------------------------------- |
| 2013 2015 2016 2023 2024 | 2016 2017 | 2013 2015 2019 | 2015 2016 2017 2019 2020 2022 | 2013         | 2024 | LoL All-Stars Paris 2014 ITENJOY NLB Mùa hè 2014 IEM Season X Katowice 2016 Rift Rivals 2019 |

### Dota 2
- Hạng 3 tại WePlay AniMajor
- Hạng 7 & 8 tại The International 10, tháng 10 năm 2021.

### Valorant
- Hạng 3 Valorant Champions Tour 2023: Pacific League
- Hạng 3 Valorant Champions Tour 2024: Pacific Kickoff
- Hạng 3 Valorant Champions Tour 2024: Pacific Stage 1
- Vô địch Valorant Champions Tour 2025: Masters Bangkok

## StarCraft

### Lịch sử
SK Telecom T1 được thành lập vào tháng 4 năm 2004, sau khi SK Telecom tài trợ cho đội hình StarCraft 4 Union. Đội sở hữu Boxer and iloveoov - hai tuyển thủ tộc Terran xuất sắc với danh xưng bonjwa (thuật ngữ dành cho tuyển thủ thống trị StarCraft trong một khoảng thời gian dài). Các tuyển thủ đáng chú ý khác của đội là GoRush, Midas, IntoTheRainbow, Kingdom và Canata. SKT thi đấu rất thành công trong những năm đầu tiên, với đỉnh cao là giành được Trile Crown năm 2005 (vô địch Round 1, Round 2 và Grand Finals của giải Proleague), tuy vậy họ dần xuống dốc khi Boxer thực hiện nghĩa vụ quân sự. HLV Hoon cố gắng cải thiện thành tích đội, thậm chí chỉ cho phép tuyển thủ của đội tham gia một giải đấu, nhưng không hiệu quả và ông bị thay thế bởi HLV Park và các HLV chuyên về từng tộc là iloveoov, Kingdom và MuMyung. Cùng với sự trở lại của Boxer, SKT hồi sinh trở lại vào năm 2008, trở thành thế lực ở cả giải Proleague và các giải cá nhân. Các tuyển thủ nổi bật thời kỳ này là Bisu, BeSt, và Fantasy. 
Tháng 5 năm 2012, đội chuyển sang thi đấu StarCraft II theo sự thay đổi của Proleague. Từ năm 2013, đội liên tục xếp hạng cao cũng như giành ngôi vô địch một số Round của Proleague. Nổi bật nhất là ngôi á quân Proleague 2014 và vô địch Proleague 2015. Các tuyển thủ của đội cũng giành được nhiều chức vô địch ở các giải đấu cá nhân khác. Các tuyển thủ tiêu biểu của đội là FanTaSy, BeSt, Rain, soO, INnoVation, Dark, Classic. 
Năm 2016, cùng với sự kết thúc của giải đấu Proleague, SKT cũng giải thể đội hình StarCraft II.

## Liên Minh Huyền Thoại

### Lịch sử

#### Giai đoạn khởi đầu (2012 - 2014)

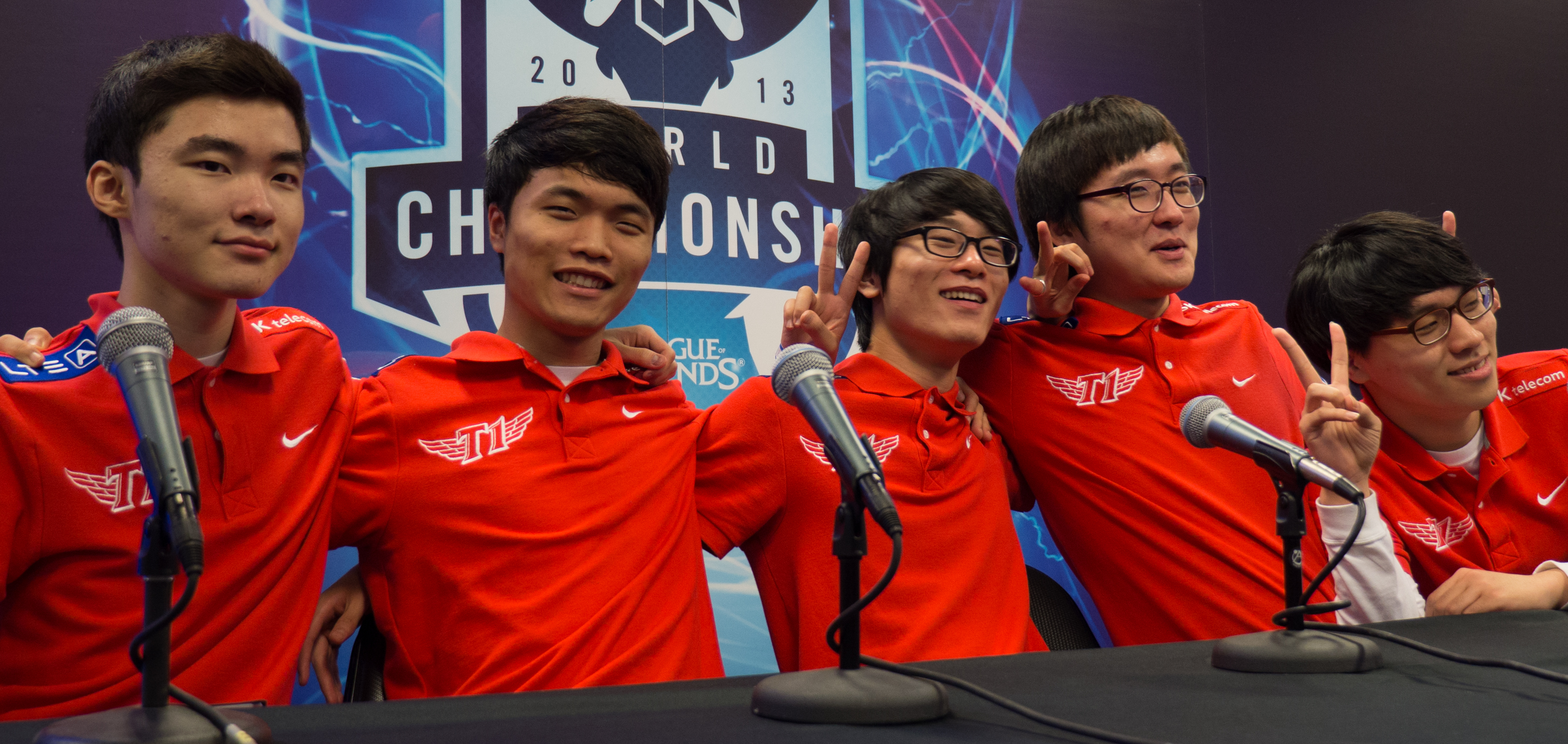
Đội tuyển Liên Minh Huyền Thoại SK Telecom T1 tại Chung kết thế giới

Vào ngày 13 tháng 12 năm 2012, SK Telecom mở rộng sang lĩnh vực thể thao điện tử liên minh huyền thoại bằng cách mua lại đội hình của Eat Sleep Game và thành lập đội SK Telecom T1 S. Vào ngày 26 tháng 2 năm 2013, họ thành lập đội Liên minh huyền thoại thứ hai, SK Telecom T1 K. Dù ban đầu chỉ được coi là đội hình phụ, nhưng SKT T1 K lại có thành tích thi đấu tốt hơn hẳn đội S, với hạng 3 OGN Mùa Xuân 2013 và vô địch OGN Mùa Hè 2013. Đội sau đó vượt qua Vòng loại khu vực để tham dự Chung kết thế giới 2013, tại đây SKT T1 K đã xuất sắc lên ngôi vô địch Chung kết thế giới lần đầu tiên sau khi áp đảo hoàn toàn Royal Club với tỷ số 3-0.
Vào năm 2014, SK Telecom T1 K tiếp tục kéo dài thành công với chức vô địch OGN Mùa Đông 2013-14 mà không để thua một ván đấu nào. Họ tiếp tục giành chức vô địch bất bại All-Star Paris 2014, giải đấu quy tụ 5 đội tuyển vô địch gần nhất của 5 khu vực lớn. Tuy nhiên, họ không duy trì được phong độ này ở giải mùa Xuân và Hè khi chỉ giành được hạng 5-8 ở hai giải đấu này, và sau khi thất bại ở Vòng loại khu vực 2014, SKT T1 K đã không thể giành quyền tham dự Chung kết thế giới 2014. Còn đối với SKT T1 S, thành tích nổi bật của họ trong năm 2014 là hạng 4 tại OGN Mùa Hè.
Trong mùa giải tiếp theo, Riot Games thay đổi quy định về sở hữu đội, giờ đây mỗi tổ chức chỉ có thể có một đội tham gia vào mỗi giải đấu. Điều này dẫn đến sự hợp nhất của SKT T1 K và SKT T1 S thành một đội SK Telecom T1 duy nhất. 3 thành viên trong đội hình vô địch thế giới của SKT T1 K là Impact, Piglet và PoohManDu rời đội.

#### Thống trị và thoái trào (2015 - 2018)
Tại LCK Xuân 2015, sau lượt đi còn chưa ổn định, SKT T1 có được phong độ cao khi bước vào lượt về để kết thúc vòng bảng với vị trí thứ 2. Họ lội ngược dòng nghẹt thở vượt qua CJ Entus với tỷ số 3-2 ở bán kết, sau đó đánh bại đội nhất bảng GE Tigers với tỷ số 3-0 ở chung kết và lên ngôi vô địch LCK Mùa Xuân 2015, đồng thời giành quyền tham dự giải đấu MSI 2015. Tại giải đấu này, dù toàn thắng tại vòng bảng nhưng SKT T1 lại để thua Edward Gaming với tỷ số 2-3 ở chung kết và giành vị trí Á quân chung cuộc.
Trở về giải đấu quốc nội LCK Hè 2015, SKT T1 có được phong độ hủy diệt xuyên suốt giải đấu khi đứng đầu vòng bảng với thành tích ấn tượng 17-1 và vào thẳng trận chung kết. Tại đây SKT T1 "hủy diệt" đối thủ KT Rolster 3-0 để có chức vô địch quốc nội thứ tư. Tại Chung kết thế giới 2015, SKT T1 tiếp tục duy trì phong độ hủy diệt của mình khi không để thua một ván đấu nào trước trận chung kết. Trong trận chung kết, SKT vượt qua đội "đồng hương" KOO Tigers với tỉ số 3-1 để có lần thứ hai vô địch thế giới. Họ chỉ để thua một ván đấu duy nhất trong cả giải đấu này.

SKT đối đầu KOO Tigers tại trận chung kết của Chung kết thế giới 2015

SKT đã khởi đầu Mùa giải 2016 với kỳ vọng cũng như áp lực khổng lồ của đương kim vô địch thế giới, khiến họ mất phong độ, có lúc tụt xuống vị trí thứ 7. Giữa mùa giải, SKT tham dự giải đấu IEM Katowice Season X, họ vô địch giải đấu cũng như cải thiện được phong độ. Trở về LCK, SKT thi đấu tốt hơn giai đoạn đầu để kết thúc vòng bảng với vị trí thứ 3. Họ tìm lại phong độ cao nhất khi bước vào giai đoạn Playoffs, lần lượt hạ gục Jin Air Greenwings 3-1, KT Rolster 3-0 và cuối cùng là ROX Tigers 3-1 trong trận chung kết để lên ngôi vô địch.
SKT giành quyền tham dự MSI 2016. Vào thời điểm đó, MSI là giải đấu quốc tế lớn duy nhất họ chưa vô địch. Họ được đánh giá cao khi tham gia giải đấu, nhưng do thi đấu không đúng phong độ, SKT T1 bất ngờ thua một số trận ở vòng bảng và chỉ đứng hạng 4 vòng bảng. Tuy nhiên, họ đã xoay chuyển tình thế trong vòng loại trực tiếp, đánh bại Royal Never Give Up ở bán kết và cuối cùng giành được danh hiệu sau khi đánh bại đại diện Bắc Mỹ, Counter Logic Gaming trong trận chung kết.
Tại LCK Hè 2016, SKT toàn thắng trước các đội mạnh, tuy nhiên lại để mất điểm khi đối đầu với các đội yếu hơn và kết thúc vòng bảng ở hạng 2. Tại bán kết, dù đã dẫn trước KT Rolster 2 ván, SKT lại để đối thủ ngược dòng thắng lại 3-2 và chỉ có được hạng 3 chung cuộc. SKT vẫn đủ điều kiện tham dự Chung kết thế giới 2016 nhờ vào số điểm tích lũy sau 2 mùa Xuân và Hè. SKT thuận lợi vượt qua vòng bảng với thành tích 5-1. Tại tứ kết, họ đánh bại Royal Never Give Up với tỉ số 3-1. Sau đó họ đánh bại ROX Tigers với tỷ số sát nút 3–2 ở bán kết trong một trận đấu được nhiều người coi là trận đấu hay nhất lịch sử. TroOnerng trận chung kết, họ đánh bại Samsung Galaxy với tỉ số sát nút 3–2, và giành chức vô địch thế giới lần thứ ba, cũng là chức vô địch thế giới thứ hai liên tiếp. Faker được bình chọn là MVP của giải đấu. Kết thúc mùa giải, huyền thoại Bengi rời đội.
Bước vào LCK Xuân 2017, trước sự cạnh tranh gắt gao của đội hình "Super Team"  KT Rolster nhằm soán ngôi của chính mình, SKT đánh bại chính đối thủ này trong cả 3 lần gặp mặt, trong đó có chiến thắng tuyệt đối 3-0 trong trận chung kết để lên ngôi vô địch. Chiến thắng này giúp họ đủ điều kiện tham dự MSI năm 2017. Tại MSI 2017, SKT đứng đầu vòng bảng với thành tích 8–2. SKT sau đó đã đánh bại Flash Wolves 3–0 trong trận bán kết và đánh bại G2 Esports 3–1 trong trận chung kết, trở thành đội đầu tiên vô địch liên tiếp tại MSI. Tại LCK Mùa Hè 2017, một số thành viên SKT cảm thấy quá tải vì thi đấu quá nhiều, cùng với các vấn đề về sức khỏe tâm lý. Kết quả là SKT tụt phong độ, chỉ hoàn thành vòng bảng ở vị trí hạng 4. SKT sau đó thắng liên tiếp 3 trận đấu loại trực tiếp và có mặt tại trận chung kết LCK lần thứ bảy, nhưng họ thất bại trước Longzhu Gaming 1-3.
Tại Chung kết thế giới 2017, SKT vẫn được coi là ứng cử viên nặng ký để giành cúp lần thứ ba liên tiếp dù không vô địch LCK Mùa hè. Sau vòng bảng 5–1, SKT lần lượt đánh bại Misfits và Royal Never Give Up ở tứ kết và bán kết cùng với tỉ số 3-2, trước khi lặp lại trận chung kết năm trước khi họ phải đối mặt với Samsung Galaxy. Mặc dù được đánh giá cao hơn trong trận đấu, Samsung Galaxy đã đánh bại SKT với tỷ số 3–0, chấm dứt sự thống trị của SKT tại Chung kết thế giới.
Năm 2018, SKT thay máu một phần đội tuyển bằng việc đôn các tuyển thủ trẻ lên thi đấu. Đây là một mùa giải thất bại khi SKT chỉ có được hạng 4 ở Mùa Xuân, hạng 7 ở Mùa Hè và bị loại ở ngay vòng đầu tiên của Vòng loại khu vực 2018, khiến họ không đủ điều kiện tham dự Chung kết thế giới 2018. Cặp đôi đường dưới lâu năm là Bang và Wolf nói lời chia tay với đội, kết thúc một giai đoạn thống trị của SKT trên đấu trường Liên Minh Huyền Thoại.

#### Cải tổ và tìm lối đi mới (2019 - 2021)
Trong giai đoạn mùa giải 2019, SKT khiến tất cả bất ngờ khi công bố chiêu mộ các ngôi sao Khan, Clid, Teddy và Mata để cùng Faker xây dựng đội hình có biệt danh "Dream Team". Ở vòng bảng LCK Mùa Xuân, đội luôn ổn định ở vị trí thứ 2 xuyên suốt vòng bảng. SKT đánh bại Kingzone DragonX với tỉ số 3-1 ở bán kết và đánh bại đội đầu bảng Griffin 3-0 ở chung kết để nâng chiếc cúp LCK lần thứ bảy. SKT đã đại diện cho LCK tại MSI 2019. Họ kết thúc vòng bảng ở vị trí thứ hai với màn trình diễn tốt ở những trận đấu cuối, nhưng lại bất ngờ để thua 2-3 trước G2 Esports ở bán kết.
Ở LCK Mùa Hè, SKT thể hiện phong độ tệ hại với chuỗi 5 trận thua liên tiếp ở giai đoạn đầu, trước khi tìm lại "công thức" chiến thắng với chuỗi 9 trận thắng liên tiếp và kết thúc vòng bảng ở hạng 4. SKT liên tiếp đánh bại Afreeca Freecs, SANDBOX Gaming và Damwon Gaming để có màn tái đấu với Griffin tại chung kết. SKT giành chiến thắng 3-1 để lên ngôi vô địch và thành công bảo vệ được danh hiệu của mình. Đến với Chung kết thế giới 2019, SKT thi đấu tốt tại vòng bảng và tứ kết, nhưng đến bán kết, một lần nữa bị đánh bại bởi G2 Esports với tỉ số 3–1. Huấn luyện viên kỳ cựu kkOma rời đội sau mùa giải này.
Vào tháng 10 năm 2019, SK Telecom T1 đổi tên thành T1 sau khi hợp tác với Comcast Spectacor.
Vào tháng 2 năm 2020, Faker đã tái ký hợp đồng với đội trong ba năm, trong đó hợp đồng của anh ấy sẽ kéo dài đến năm 2022. Anh ấy cũng trở thành đồng sở hữu của T1. Tại LCK Xuân 2020, T1 thi đấu ổn định xuyên suốt vòng bảng và kết thúc ở vị trí thứ hai. Tại vòng loại trực tiếp, T1 giành chiến thắng 3-1 trước Kingzone DragonX ở bán kết và chiến thắng 3-0 trước Gen.G ở chung kết để giành chức vô địch LCK thứ chín. Do giải đấu Mid-Season Invitational 2020 bị hủy bỏ vì đại dịch COVID-19, T1 tham gia giải đấu giao hữu Mid-Season Cup cùng các đội tuyển LCK và LPL. T1 gây thất vọng khi không vượt qua được vòng bảng giải đấu này. Trở lại LCK Hè 2020, T1 lại thể hiện phong độ kém cỏi và chỉ kết thúc vòng bảng ở vị trí thứ 4 và gây thất vọng khi thua ngay ở trận loại trực tiếp đầu tiên trước Afreeca Freecs, chỉ đứng hạng 5 chung cuộc. Bước vào Vòng loại khu vực 2020, T1 phục thù trước Afreeca Freecs với tỉ số 3-1, nhưng sau đó thất bại toàn tập trước Gen.G và không được tham dự Chung kết thế giới 2020.
Tại LCK Mùa Xuân 2021, T1 tận dụng tối đa toàn bộ 10 tuyển thủ trong danh sách và liên tục thay đổi đội hình thi đấu qua từng trận. Kết quả dẫn đến phong độ không ổn định và T1 chỉ kết thúc vòng bảng ở vị trí thứ tư. Tại vòng loại trực tiếp, T1 đánh bại DRX 3-1 trước khi thua trắng Gen.G 0-3 ở bán kết. Đến giải mùa hè, T1 gây bất ngờ khi sa thải bộ đôi HLV Daeny và Zefa ngay giữa mùa giải do phong độ yếu kém của đội. Từ đó đội đã thi đấu tốt hơn để kết thúc vòng bảng ở hạng 4. T1 lần lượt đánh bại Liiv SANDBOX 3-0 ở tứ kết, đánh bại Gen.G 3-1 ở bán kết để chắc chắn có 1 suất tham dự Chung kết thế giới 2021, dù sau đó T1 thất bại với tỉ số 1-3 trước DWG KIA ở trận chung kết. Tại Chung kết thế giới 2021, sau phần thể hiện tốt ở vòng bảng và tứ kết, T1 có trận tái đấu với DWG KIA ở vòng bán kết và họ lại thất bại, lần này với tỉ số 2-3 và dừng bước với vị trí top 4.

#### ZOFGK (2022 - 2024)
Trong giai đoạn tiền mùa giải 2022, T1 chia tay với hàng loạt tuyển thủ và chỉ giữ lại 5 cái tên Zeus, Oner, Faker, Gumayusi, Keria để tạo thành đội hình thi đấu cho mùa giải mới. Tại LCK Mùa Xuân 2022, T1 đã bất bại tại giai đoạn vòng bảng với thành tích 18–0, trở thành đội đầu tiên đạt được kỷ lục này kể từ khi giải thi đấu theo thể thức đánh vòng tròn. Ở vòng loại trực tiếp, T1 đã giành chức vô địch LCK thứ 10, sau khi đánh bại Gen.G 3–1 trong trận chung kết. Ở đấu trường quốc tế, dù có lợi thế sân nhà nhưng T1 kết thúc với vị trí á quân MSI 2022, sau khi để thua 2-3 trước Royal Never Give Up trong trận chung kết. Tại LCK Hè 2022, T1 không thích ứng tốt với meta và chỉ giành được á quân sau thất bại toàn diện 0-3 trước  Gen.G trong trận chung kết. Tiến tới Chung kết thế giới 2022, T1 thể hiện một phong độ cao khi đứng đầu bảng đấu của mình, sau đó loại 2 đại diện của Trung Quốc là Royal Never Give Up và JD Gaming để tiến vào trận chung kết. Dù được đánh giá cao hơn, nhưng T1 lại để thua 2-3 trước DRX trong trận chung kết và chỉ có được danh hiệu á quân.
Tại LCK Mùa Xuân 2023, T1 đã tiến vào vòng loại trực tiếp với tư cách là hạt giống số một với thành tích áp đảo 17–1 và cả năm thành viên của đội đều được chọn vào Đội một của Đội hình tiêu biểu LCK, đây là lần đầu tiên trong lịch sử LCK cả 5 thành viên Đội hình tiêu biểu đều đến từ một đội. T1 sau đó đánh bại KT Rolster và Gen.G để tiến vào trận chung kết tổng, đồng thời đủ điều kiện tham dự MSI 2023 . Nhưng sự chuẩn bị không tốt cho trận đấu đã khiến họ đã mất chức vô địch giải Mùa Xuân trước chính đối thủ trong trận tái đấu vòng chung kết LCK Mùa Hè 2022 khi Gen.G thắng trận với tỷ số 3–1.  Tại MSI 2023, T1 phục thù Gen.G tại bán kết nhánh thắng với tỉ số 3-2, nhưng sau đó để thua trước hai đại diện Trung Quốc là JD Gaming (2-3) và Bilibili Gaming (1-3) và rời khỏi MSI với hạng 3 chung cuộc. Bước sang giải mùa hè, sau khởi đầu suôn sẻ ở nhóm trên của bảng xếp hạng, T1 rơi vào khủng hoảng lớn khi Faker gặp chấn thương cổ tay và phải nhường vị trí cho tuyển thủ trẻ Poby. T1 thua 7 trong số 8 trận đấu sau đó, trước khi Faker quay lại và giúp T1 đi tiếp vào vòng loại trực tiếp. T1 có lần thứ năm liên tiếp lọt vào trận chung kết LCK sau hai chiến thắng căng thẳng với tỉ số 3-2 trước KT Rolster, đồng thời đảm bảo một suất tham dự Chung kết thế giới 2023. Tuy nhiên sau đó T1 tiếp tục bị Gen.G đánh bại 3-0 trong trận chung kết.
Tại Chung kết thế giới 2023, T1 khởi đầu bằng chiến thắng vất vả trước Team Liquid và thất bại trước Gen.G. Từ đây, T1 quyết định không đi theo meta của giải mà sử dụng một lối chơi của riêng mình, kết quả là T1 dễ dàng vượt qua Cloud9, Bilibili Gaming và cả LNG Esports ở tứ kết. Tại vòng bán kết, T1 xuất sắc đánh bại JD Gaming với tỉ số 3-1 để tiến vào trận chung kết, đồng thời chấm dứt tham vọng đoạt được Grand Slam của đội tuyển này. Tiếp đà thăng hoa, T1 đánh bại Weibo Gaming 3–0 trong trận chung kết để giành danh hiệu Vô địch thế giới lần thứ tư trong lịch sử. Người đi đường trên của T1 Choi "Zeus" Woo-je đã được vinh danh là MVP trận chung kết.

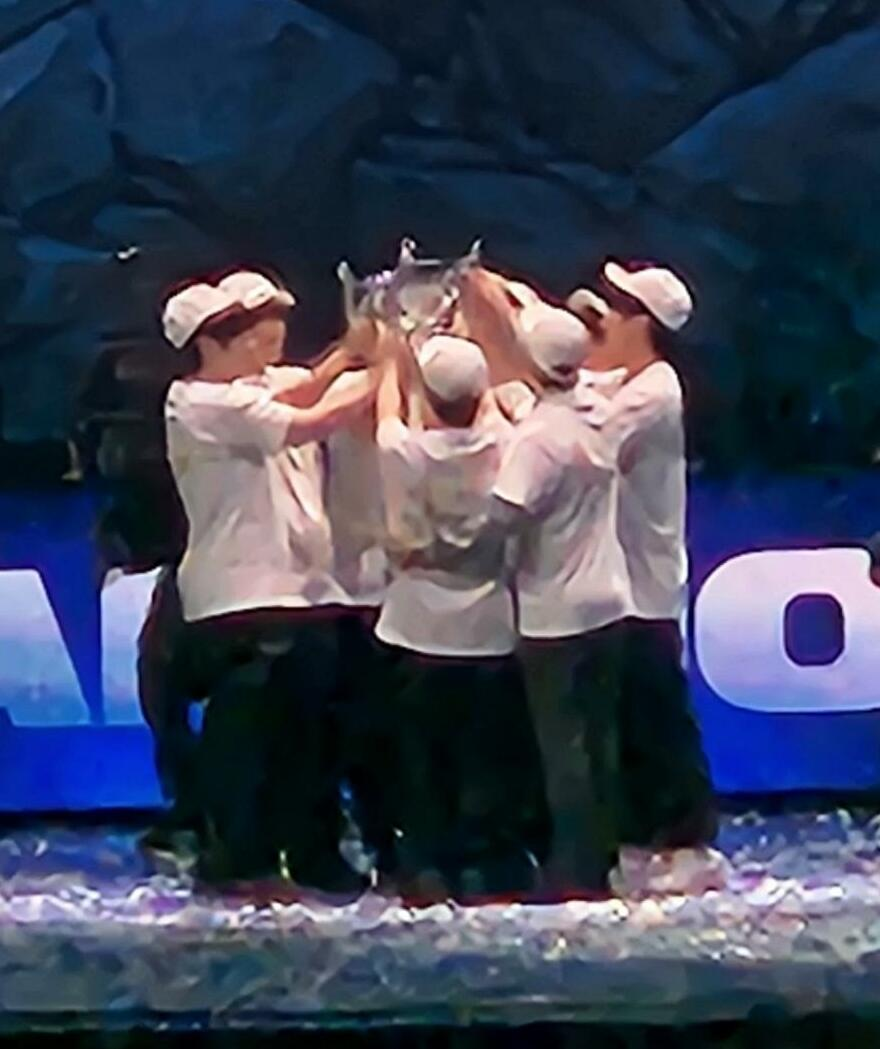
Các thành viên T1 ăn mừng sau khi vô địch Chung kết thế giới 2023

LCK Mùa Xuân 2024 là một giải đấu khó khăn của T1 khi đội liên tiếp hứng chịu những đợt tấn công DDoS gây ảnh hưởng lớn đến phong độ, tuy vậy đội vẫn tiến đến trận chung kết sau 2 chiến thắng trước Dplus KIA và Hanwha Life Esports ở nhánh thua. Tại trận chung kết tái đấu với đương kim vô địch Gen.G, T1 tiếp tục để thua với tỉ số 2-3, kết thúc giải đấu với vị trí Á Quân và là hạt giống số 2 của LCK đến với Mid-Season Invitational 2024. Tại đấu trường quốc tế, T1 tiếp tục bị đặt dấu hỏi lớn với phong độ bất ổn của toàn đội hình cùng dấu hiệu tái phát chấn thương của tuyển thủ đường giữa Lee "Faker" Sang-hyeok. Hành trình tại MSI của T1 kết thúc khi để thua trước Á Quân Bilibili Gaming với tỉ số 2-3 trong trận Chung kết nhánh thua.
Trong thời gian từ 4/7-7/7, giải đấu Esports World Cup 2024 – Liên Minh Huyền Thoại được tổ chức tại Ả Rập Xê Út. T1 tham dự với tư cách là hạt giống số 2 của LCK cùng Gen.G. Mặc cho phong độ thiếu ổn định của toàn đội từ MSI đến đầu LCK Mùa hè 2024, T1 vẫn xuất sắc phục thù trước hạt giống số 1 của khu vực LPL - đương kim Á quân Mid-Season Invitational 2024 Bilibili Gaming với tỉ số 2-1. Tại vòng bán kết, T1 tiếp tục giành thắng lợi trước hạt giống số 1 của khu vực LCS Team Liquid với cùng tỉ số 2-1. Tiến đến trận chung kết đối đầu với đội tuyển còn lại của khu vực LPL Top Esports, T1 đã trình diễn một lối đánh áp đảo và hủy diệt Top Esports với tỉ số 3-1, qua đó trở thành đội tuyển đầu tiên lên ngôi vô địch Esports World Cup 2024 – Liên Minh Huyền Thoại. Người đi đường giữa của T1 Lee "Faker" Sang-hyeok đã được vinh danh là MVP của giải đấu.
Ở đấu trường quốc nội, T1 quay về bộ mặt bất ổn của mình với những lần đánh rơi điểm số trước những đối thủ yếu hơn, đồng thời toàn đội cũng cho thấy bất ổn về mặt tâm lý. T1 kết thúc LCK Mùa Hè 2024 với hạng 3 chung cuộc sau 2 thất bại trước Hanwha Life Esports ở vòng Playoffs  và phải thi đấu Vòng Loại Khu Vực để tìm cơ hội đến Chung kết thế giới 2024. Tại đây, T1 thất bại với tỷ số 2-3 trước Dplus KIA ở vòng 1 và có chiến thắng 3-2 trước KT Rolster trong trận đấu quyết định để trở thành đội cuối cùng giành quyền tham dự Chung kết thế giới 2024.
Bước đến Chung kết thế giới 2024 với tư cách hạt giống số 4 của LCK, T1 bắt đầu vòng Swiss với thất bại trước Top Esports nhưng sau đó nhanh chóng tiến vào tứ kết với những chiến thắng liên tiếp trước paiN Gaming, Bilibili Gaming và G2 Esports. Tái ngộ Top Esports ở tứ kết, T1 có chiến thắng hủy diệt 3-0 và tiến vào bán kết gặp Gen.G, đối thủ toàn thắng T1 trong 10 lần gặp nhau gần nhất. Tuy vậy T1 đã có chiến thắng thuyết phục với tỷ số 3-1  để bước vào trận chung kết thứ bảy trong lịch sử đội. Đối thủ của T1 là Bilibili Gaming - hạt giống số 1 khu vực LPL. Hai đội đã cống hiến cho người xem tại nhà thi đấu O2, London cũng như người xem trực tuyến cặp BO5 vô cùng hấp dẫn. Chung cuộc, với màn tỏa sáng của đội trưởng Faker tại hai ván cuối cùng, T1 đã giành thắng lợi chung cuộc 3-2 để có lần thứ năm vô địch Chung Kết Thế Giới. Faker cũng nhận danh hiệu Finals MVP dành cho tuyển thủ xuất sắc nhất trận chung kết.
Tháng 11/2024, Zeus rời T1 sau khi hết thời hạn hợp đồng, kết thúc thời kỳ ZOFGK (2022 - 2024). Đây được xem là đội hình mạnh nhất trong lịch sử tựa game này với những thành tích vô tiền khoáng hậu.

## Valorant

### Lịch sử
T1 thành lập đội Valorant vào năm 2020, với đội hình đa phần gồm các cựu tuyển thủ Counter-Strike: Global Offensive người Mỹ và thi đấu tại khu vực Bắc Mỹ. Tại giải đấu First Strike North America diễn ra vào cuối năm - giải đấu đầu tiên do Riot tổ chức - T1 lọt vào vòng chung kết nhưng thất bại ở ngay trận đầu tiên và xếp hạng hạng 5-8 chung cuộc. Sang năm 2021, tại hệ thống giải đấu Valorant Champions Tour, thành tích ở các giải đấu của T1 đều không tốt và đội liên tục có sự thay đổi trong đội hình. Thành tích tốt nhất của T1 là hạng 5-6 tại VCT 2021: North America Stage 3 Challengers 2.
Sang năm 2022, ngay tại vòng loại của giải đấu đầu tiên VCT 2022: NA Stage 1 Challengers - Open Qualifier 1, T1 đã bị xử thua trước TSM vì vi phạm điều lệ giải đấu khi huấn luyện viên của đội giao tiếp với các tuyển thủ trong khi trận đấu đang diễn ra. Trong phần còn lại của mùa giải 2022, T1 không tham gia các giải đấu thuộc Valorant Champions Tour mà chỉ tham gia các giải đấu nhỏ do bên thứ ba tổ chức.
Ở mùa giải 2023, T1 được Riot Games lựa chọn để trở thành 1 trong 30 đội đối tác của họ để tham gia Valorant Champions Tour. T1 chuyển trụ sở đội về Hàn Quốc, xây dựng một đội hình mới gồm 5 người chơi Hàn Quốc và thi đấu tại khu vực Thái Bình Dương. Tại giải đấu khởi động VCT LOCK//IN, T1 bị loại ngay từ vòng 1. Trở về khu vực, đội đã thi đấu tốt tại VCT 2023: Pacific League và có được vị trí thứ 3 chung cuộc, giành quyền tham dự hai giải đấu quốc tế VCT 2023: Masters Tokyo và VALORANT Champions 2023. Đội đều không thể vượt qua giai đoạn đầu tiên tại hai giải đấu kể trên, và lần lượt giành được thứ hạng 9-10 và 9-12 chung cuộc.
Sau một số thay đổi đội hình ở mùa giải 2024, tại giải đấu đầu tiên - VCT 2024: Pacific Kickoff - T1 thể hiện bộ mặt tích cực ở vòng bảng nhưng lại thất bại ở bán kết trước Paper Rex và không thể đến với VCT 2024: Masters Madrid. Bước vào VCT 2024: Pacific Stage 1, T1 thể hiện phong độ thiếu ổn định ở giai đoạn vòng bảng khi nhận thất bại trước những đối thủ bị coi là "kho điểm", thế nhưng họ vẫn đủ điều kiện tiến vào giai đoạn Playoffs nhờ hiệu số phụ. Tại đây T1 có được phong độ cao, thậm chí đánh bại đội vô địch giải Kickoff là Gen.G ở nhánh thắng để đến với VCT 2024: Masters Shanghai, tuy sau đó T1 thất bại trước chính Gen.G ở nhánh thua và chỉ có được hạng 3 chung cuộc. Tại Masters Shanghai, T1 lại gây thất vọng khi thất bại trước G2 Esports và Leviatán, trở thành đội đầu tiên bị loại khỏi giải. Trở về Stage 2, T1 không thể gỡ gạc lại thành tích nghèo nàn ở Stage1 và chỉ xếp hạng 7 chung cuộc, không lọt vào Playoffs cũng như hết cơ hội tham dự VALORANT Champions 2024.
Sang năm 2025, T1 với sự thay đổi lớn với hai player từ DRX cũng như 1 người từ Gen.G, cả đội bắt đầu có sự khởi sắc rất bất ngờ. T1 giành quyền tham dự Masters Bangkok và giành được chức vô địch lần đầu tiên trong lịch sử, riêng Kim "Meteor" Tae-oh, đây đã là lần thứ hai anh vô địch một giải Masters, điều mà ít người làm được. Tuy vậy, sang đến Stage 1, T1 lại bất ngờ để thua Paper Rex với tỉ số 2-1 ở vòng play-off, qua đó chỉ xếp hạng 5-6 chung cuộc và mất vé đi Masters Toronto diễn ra vào tháng 6. 